# Молино Савина-Строна-Филипо (Бјела)
Молино Савина-Строна-Филипо је насеље у Италији у округу Бијела, региону Пијемонт.
Према процени из 2011. у насељу је живело 64 становника. Насеље се налази на надморској висини од 391 м.